# Aproximació al discurs de la sociologia del coneixement
L'aproximació al discurs de la sociologia del coneixement (en anglès, sociology of knowledge approach to discourse, SKAD) és un programa de recerca en ciències socials per estudiar el discurs desenvolupat per Reiner Keller per tal d'analitzar les relacions i les condicions del coneixement a la societat.
SKAD neix de la sociologia del coneixement de Peter L. Berger i Thomas Luckmann que a la dècada del 1960 van estudiar els processos implicats en la construcció social del coneixement quotidià generalment accessible en el seu treball definitori, The Social Construction of Reality (La construcció social de la realitat). Keller combina aquest enfocament amb la teoria del discurs de Michel Foucault, que és responsable del paper destacat dels conceptes del discurs a les ciències socials i va inspirar diversos enfocaments de l'anàlisi del discurs en altres disciplines científiques.
Com a perspectiva analítica integral, SKAD s'ha aplicat en una sèrie d'estudis empírics, no només dins de les ciències socials, sinó també en disciplines que s'estenen més enllà de les seves fronteres (per exemple, l'arqueologia, els estudis japonesos, la criminologia, la lingüística,...).
SKAD s'utilitza principalment a l'acadèmia de parla alemanya, tot i que recentment l'interès ha augmentat en el món de parla anglesa.

## Fonaments teòrics de l'anàlisi del discurs de la sociologia del coneixement
Reiner Keller considera l'anàlisi del discurs de la sociologia del coneixement com una perspectiva d'investigació que es mou entre els supòsits fonamentals de la sociologia hermenèutica del coneixement en la tradició de Berger/Luckmann i les consideracions teòriques del discurs de Michel Foucault, per tal de possibilitar una anàlisi sociològica dels processos de coneixement per sobre del nivell dels actors socials. L'argument central de Keller aquí és que els enfocaments teòrics reunits a SKAD es complementen mútuament: mentre que la sociologia del coneixement (de parla alemanya) s'ha ocupat durant molt de temps principalment d'anàlisis de la gènesi, la distribució i la institucionalització del coneixement a nivell de microsocial, i en fer-ho els contextos macrosocials d'aquests processos perduts de vista, els treballs teòrics del discurs de Michel Foucault aporten indicacions dels mecanismes institucionals de producció i circulació del coneixement, sense reflexionar de manera coherent sobre el paper constitutiu dels actors socials.
| «                              | L'orientació cap a Foucault […] pot ajudar, doncs, a corregir el biaix microsociològic-situacional del paradigma interpretatiu i a tenir una perspectiva analítica més àmplia que tingui en compte els contextos socials i històrics | » |
| — [Reiner Keller 2011a, p. 60] | |   |

El potencial de mediació entre els dos enfocaments es pot trobar en particular en la tradició de l'interaccionisme simbòlic, tot i que segons Keller la relació entre les dues línies de la teoria no es desenvolupa de manera consistent en els seus estudis sociològics, discursius i teòrics de les carreres. Així, SKAD ofereix la possibilitat de reconstruir i analitzar diferents dimensions dels processos de coneixement social. Això permet examinar els diferents àmbits de la producció de sentit i les pràctiques d'acció, juntament amb les seves conseqüències socials, així com fer una ullada als seus respectius contextos institucionals i materials. Segons Keller, l'ancoratge del concepte discursiu de Foucault a la sociologia del coneixement té dos avantatges: D'una banda, això obre noves perspectives i àrees temàtiques per a la sociologia hermenèutica del coneixement. D'altra banda, en vincular-se amb els mètodes desenvolupats en el paradigma interpretatiu, la recerca del discurs ofereix accés a la recerca social qualitativa.
Des de la perspectiva de l'anàlisi del discurs sociològic del coneixement, és possible analitzar, per exemple, com es produeix el coneixement sobre la «consciència ambiental» en els discursos públics (per exemple, els mitjans de comunicació) i en els discursos especials (per exemple, en determinades ciències) i quines conseqüències té això. perquè la societat té actors que es veuen a si mateixos com a individus «conscients del medi ambient». L'anàlisi del discurs sociològic del coneixement assumeix que les veritats generades discursivament («consciència ambiental») no tenen un efecte completament determinant sobre els individus («conscients del medi ambient»), sinó que els subjectes s'apropien de les veritats que se'ls presenten de manera més o menys tossuda i van de manera creativa i també resistiva amb les especificacions discursives, la qual cosa també té repercussions a nivell discursiu.

## Praxi de la recerca
Amb l'ancoratge de l'anàlisi del discurs sociològic del coneixement en la investigació social qualitativa, hi ha la possibilitat d'utilitzar l'ampli i provat arsenal de mètodes d'investigació empírica per tal d'obtenir un coneixement fiable sobre els respectius objectes d'investigació.
Un altre avantatge de la concepció de SKAD com a programa de recerca és que no ha de seguir un sistema rígid o dogmàtic d'especificacions teòriques, sinó que hi ha la possibilitat de fer modificacions i ampliacions en el sentit de les pròpies preguntes de recerca. Sens dubte, això també explica l'atractiu i l'ús del programa de recerca per a objectes d'investigació molt diferents: l'espectre va des del treball de recerca sobre els dispositius de gènere a l'escola [Jäckle 2008], la investigació del «satanisme» [Schmied-Knittel 2008] orientada cap al problema de recerca en ciències socials, i l'anàlisi de la incorporació cultural de patrons d'interpretació dels moviments socials [Ullrich 2008, 2013], fina a anàlisi de conversació i entrevistes inspirades en l'anàlisi de converses [Truschkat 2008].